# Mineola (New York)
Mineola ist ein Village und County Seat des Nassau County auf Long Island. Es gehört zu Town North Hempstead. Südlich schließt sich Garden City in Hempstead an.

## Geographie

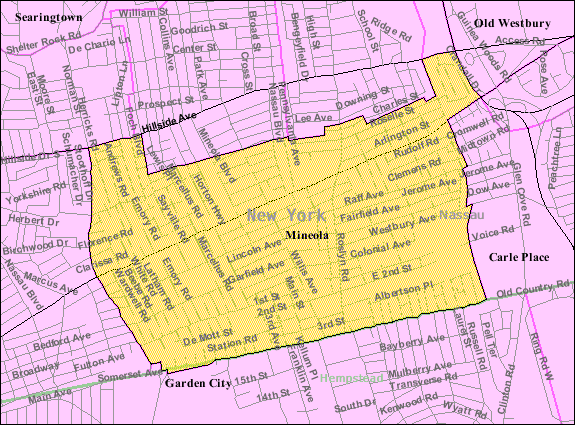
U.S. Census Map

Nach den Angaben des United States Census Bureaus hat das Village eine Gesamtfläche von 4,9 km2, die vollständig auf Land entfallen, wobei das Village zwischen dem Census 1990 und dem Census 2000 Gebiete hinzugewann.
Mineola grenzt an die Villages Garden City, Old Westbury, East Williston und Williston Park. Mineola grenzt außerdem an Census-designated places Herricks, Garden City Park und Carle Place.

## Roosevelt Field
Im Ersten Weltkrieg wurde nahe Mineola im heutigen Garden City in Hempstead ein Militärflughafen angelegt, der 1919 nach dem im Krieg gefallenen Sohn Präsident Theodore Roosevelts, Quentin Roosevelt, in Roosevelt Field umbenannt wurde. Hier startete Charles Lindbergh 1927 zu seinem Flug über den Atlantik. Der 1951 stillgelegte Flughafen diente auch als Landeplatz für Luftschiffe.

## Söhne und Töchter von Mineola
- Donald Bain (1935–2017), Schriftsteller
- Martin Bäumer (* 1967), Politiker
- Lenny Bruce (1925–1966), Stand-up-comedian und Satiriker
- Andrew Capobianco (* 1999), Wasserspringer
- Emmy Clarke (* 1991), Schauspielerin
- Justine Cotsonas (* 1985), Schauspielerin
- Louis Gerstner, Jr. (* 1942), Unternehmer
- Kevin James (* 1965), Schauspieler
- Marie C. Jerge (* 195x), lutherische Bischöfin
- James Patrick Kelly (* 1951), Science-Fiction-Schriftsteller
- Carlos Mendes (* 1980), Fußballspieler
- Sally Menke (1953–2010), Filmeditorin und Filmproduzentin
- John F. Murray (1927–2020), Mediziner
- John Barry Nusum (* 1981), Fußballspieler
- Gregory Lawrence Parkes (* 1964), katholischer Bischof von Saint Petersburg
- Stephen Parkes (* 1965), römisch-katholischer Geistlicher und Bischof von Savannah
- Susan Rose-Ackerman (* 1942), Wirtschaftswissenschaftlerin
- Robert B. Silvers (1929–2017), Mitherausgeber der New York Review of Books
- Gerry Studds (1937–2006), Politiker
- Augustine Thompson (* 1954), Ordensgeistlicher und Historiker
- John Toner (* 1955), Physiker und Hochschullehrer
- Alexa Vojvodić (* 1992), Fußballspielerin
- William Welser III (* um 1949), Generalleutnant der United States Air Force